# Jermell Charlo
Jermell De'Avante Charlo (* 19. Mai 1990 in Richmond, Texas) ist ein US-amerikanischer Profiboxer und ehemaliger Weltmeister aller vier bedeutenden Verbände (WBC, WBA, IBF, WBO) im Halbmittelgewicht. 
Er ist der Zwillingsbruder des Profiboxers Jermall Charlo.

## Karriere
Charlo wechselte nach kurzer Amateurkarriere 2007 zu den Profis und gewann sein Debüt gegen Corey Sommerville (1-0). In seiner weiteren Aufbauphase schlug er Gegner mit positiven Bilanzen wie Vito Gasparyan (11-1), Abdon Lozano (6-0), Luis Grajeda (10-0), Francisco Santana (12-2) und Denis Douglin (14-1). Gegen Harry Yorgey (25-1) gewann er im Januar 2013 den Amerikanischen Meistertitel der WBC und im Juni 2013 gegen Demetrius Hopkins (33-2) die US-Meisterschaft der USBA.
2014 besiegte er Gabriel Rosado (21-7), Charlie Ota (24-1) und Mario Lozano (29-5). Im März 2015 gelang ihm ein einstimmiger Punktesieg gegen Vanes Martirosyan (35-1). Im Oktober 2015 schlug er Joachim Alcine (35-7) vorzeitig.
Mit einem K.-o.-Sieg gegen John Jackson (20-2) am 21. Mai 2016 in Las Vegas wurde er WBC-Weltmeister im Halbmittelgewicht. Im April 2017 verteidigte er den Titel vorzeitig gegen Charles Hatley (26-1) und im Oktober 2017 ebenfalls vorzeitig gegen Erickson Lubin (18-0). Im Juni 2018 konnte er den Titel noch durch Punktsieg gegen Austin Trout (31-4) verteidigen, ehe er den Gürtel am 22. Dezember 2018 durch eine Punktniederlage an Tony Harrison (27-2) verlor.
Am 21. Dezember 2019 gewann er den WBC-Titel durch einen K.-o.-Sieg in der elften Runde gegen Tony Harrison zurück und wurde am 26. September 2020 mit einem K.-o.-Sieg in der achten Runde gegen Jeison Rosario (20-1) zusätzlich Weltmeister der WBA und IBF. Alle drei Titel verteidigte er im Juli 2021 durch ein Unentschieden gegen den WBO-Weltmeister Brian Castaño (17-0).
Den Rückkampf gegen Castaño gewann er im Mai 2022 durch K. o. in der zehnten Runde, gewann damit zusätzlich den WBO-Titel seines Kontrahenten und hält damit alle vier bedeutenden WM-Titel im Halbmittelgewicht.